# Les Quatre Princes de Ganahan

Les Quatre Princes de Ganahan est une série de bande dessinée d'heroic fantasy.
- Scénario : Raphaël Drommelschlager
- Dessin : Tony Valente
- Couleurs : Diane Brants (tome 1), Tony Valente (tomes 1 à 4)

## Albums
1. Galin, 2004
2. Shâal, 2005
3. Filien, 2006
4. Althis, 2007

## Résumés
- Tome 1 : Ils sont trois et ont pour nom Shâal, Galin et Filien. Ils descendent de nobles lignées et devront combattre l’ambition d’Althis, seul prince immortel de Ganahan. Ils ne leur restent que peu de temps : à la jonction des trois planétins qui forment leur univers, le destin sera définitivement entre les mains de celle ou de celui qui possèdera les quatre clefs de la tradition. Ils récupèrent la clé de Bazarin sous la salle du Conseil.
- Tome 2 : Une première clef en poche – celle de Bazarin – les trois amis, Galin, Shâal et Filien, épaulés par le fidèle Noïky, volent vers Lior. Leur but : dérober la seconde clef de Ganahan au Grand musée de Lior réputé inviolable. À cette inviolabilité s’ajoute un problème de taille : le musée ferme dans 5 jours – pour deux mois – à l’occasion de la grande fête de la nouvelle année…
- Tome 3 : Lancés à la recherche des quatre clés qui sauveront le royaume de Ganahan, nos héros sont au plus mal : la confrontation avec l’immortel Althis s’est soldée par un drame. Shâal a été tuée et Althis, plus puissant que jamais, est désormais en possession de deux des quatre clefs de la prophétie. Quant à Filien et Galin, désemparés, ils croupissent en cellule depuis plus d’un an…
- Tome 4 : En enlevant les clefs de leur socle, les princes ont lancé un compte à rebours irréversible et provoquent la destruction de Ganahan ! Le pire n’a pu être évité. Sauvés de justesse par la machine à voyager dans le temps, Galin et Filien ont pu s’échapper. L’un se réveille dans un village d’animanes, et l’autre se retrouve perdu en pleine jungle… Mais qu’en est-il du maléfique Althis ?

## Publication

### Éditeurs
- Delcourt (Collection Terres de Légendes) : Tomes 1 à 4 (première édition des tomes 1 à 4).